# Aicardo da Cornazzano

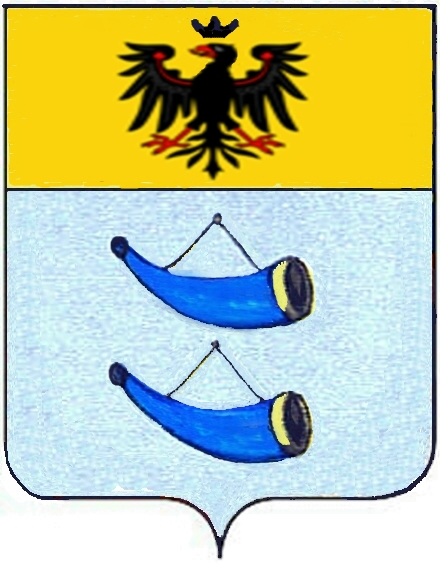
Stemma Da Cornazzano

Aicardo da Cornazzano (Castelnovo, ante 1145 – post 1178) è stato un cardinale e vescovo cattolico italiano.

## Biografia
Aicardo, appartenente all'antica casata dei da Cornazzano, nel 1160 fu nominato canonico del Capitolo della Cattedrale di Parma e nel 1163 fu insediato sulla cattedra di vescovo della Parma, dopo che l'imperatore Federico Barbarossa, reduce dalle conquiste seguite all'Assedio di Milano, riprese possesso anche della Corte Regia parmense abbandonata dai suoi precursori e occupata dal potere vescovile.
Aicardo era uno stretto parente di Gerardo (IV) da Cornazzano, valoroso capitano d’armi che al comando delle forze fornite dalla città di Parma, schierato con gli imperiali, agli ordini diretti del Barbarossa, aveva partecipato l’anno precedente alla conquista di Milano, ricevendo la resa degli abitanti del quartiere di Porta Romana. Lo storico Affò reputa il vescovo Aicardo e il condottiero Gerardo “fors’anche fratelli.”.
L’anno seguente, nel 1164,  Aicardo,  cumulò nella sua persona anche il titolo e le funzioni di podestà imperiale.
Nell'ambito delle contese scismatiche interne della Chiesa il nuovo vescovo e il Capitolo della Cattedrale di Parma, appoggiarono allora il favorito dall'imperatore, l'antipapa Vittore IV, contro il papa Alessandro III.
Quella commistione di potere episcopale e civile, per quanto forte per l’appoggio imperiale, fu effimera e durò poco più di un lustro. Nominato cardinale prete da Vittore IV, Aicardo da Cornazzano finì deposto come scismatico nel 1170.
Perse le alte cariche, riuscì tuttavia a conservare, in forza presumibilmente dell'influenza dell'imperatore, solo la carica di Prevosto della Chiesa di Parma, ossia "Maioris Ecclesie Parmensis prepositus ac minister", nelle cui vesti compare in una querela del Capitolo, datata 1178, al cardinale Laborante di S. Maria in Portico, legato pontificio. Dopo quell’anno di Aicardo da Cornazzano si perde ogni traccia.